# غفران الخليفي
غفران الخليفي هي لاعبة جودو تونسية وُلدت في 9 يوليو 1998، ومثلت تونس في دورة الألعاب الأولمبية الصيفية عام 2020 في منافسات وزن 57 كيلوغرام للسيدات. 

## المشاركات والميداليات
شاركت غفران الخليفي في عدة نسخ من بطولة إفريقيا للجودو، وحصلت منها على الميدالية الذهبية ثلاث مرات في منافسات وزن 57 كيلوغرام في أعوام 2017 و2019 و2021، كما شاركت في عام 2018 في دورة ألعاب البحر الأبيض المتوسط التي أقيمت في مدينة طراغونة بإسبانيا حيث تمكنت من أحراز الميدالية البرونزية.
شاركت غفران الخليفي أيضًا في عام 2021 في دورة الألعاب الأولمبية الصيفية التي أقيمت في مدينة طوكيو باليابان، ولكنها لم تنجح في التأهل للدور النهائي من البطولة بعدما هزمت في أول مباراة لها بالضربة القاضية من لاعبة الجودو البلغارية إيفيلينا إيليفا. ويوضح الجدول التالي أهم المُسابقات والبطولات التي شاركت فيها غفران الخليفي، وأبرز الميداليات والألقاب التي حققتها في البطولات والمسابقات المختلفة:
| العام | المسابقة                        | المكان                 | المنافسات                       | الترتيب/الميدالية                   | ملاحظات                                                                               |
| ----- | ------------------------------- | ---------------------- | ------------------------------- | ----------------------------------- | ------------------------------------------------------------------------------------- |
| 2017  | بطولة إفريقيا للجودو            | أنتاناناريفو، مدغشقر   | منافسات وزن 57 كيلوغرام للسيدات | المركز الأول (الميدالية الذهبية)    |                                                                                       |
| 2018  | دورة ألعاب البحر الأبيض المتوسط | طراغونة، إسبانيا       | منافسات وزن 57 كيلوغرام للسيدات | المركز الثالث (الميدالية البرونزية) |                                                                                       |
| 2018  | بطولة إفريقيا للجودو            | تونس، تونس             | منافسات وزن 57 كيلوغرام للسيدات | المركز الثالث (الميدالية البرونزية) |                                                                                       |
| 2019  | بطولة إفريقيا للجودو            | كيب تاون، جنوب أفريقيا | منافسات وزن 57 كيلوغرام للسيدات | المركز الأول (الميدالية الذهبية)    | [ 6 ] [ 7 ]                                                                           |
| 2019  | دورة الألعاب الإفريقية          | الرباط، المغرب         | منافسات وزن 57 كيلوغرام للسيدات | المركز الأول (الميدالية الذهبية)    | فازت في الدور النهائي من البطولة على اللاعبة الجزائرية يامين حالاتا                   |
| 2020  | بطولة إفريقيا للجودو            | أنتاناناريفو، مدغشقر   | منافسات وزن 57 كيلوغرام للسيدات | المركز الثالث (الميدالية البرونزية) |                                                                                       |
| 2021  | بطولة العالم للجودو للأساتذة    | الدوحة، قطر            | منافسات وزن 57 كيلوغرام للسيدات |                                     | [ 10 ]                                                                                |
| 2021  | دورة الألعاب الأولمبية الصيفية  | طوكيو، اليابان         | منافسات وزن 57 كيلوغرام للسيدات | لم تتأهل                            | خرجت من الدور التمهيدي بعد هزيمتها بنتيجة 0-10 أمام اللاعبة البلغارية إيفيلينا إيليفا |
| 2021  | بطولة إفريقيا للجودو            | داكار، السنغال         | منافسات وزن 57 كيلوغرام للسيدات | المركز الأول (الميدالية الذهبية)    |                                                                                       |
| 2021  | بطولة العالم للجودو             | بودابست، المجر         | منافسات وزن 57 كيلوغرام للسيدات | لم تتأهل                            | خرجت من الدور الأول بعدما خسرت مباراتها الأولى أمام اللاعبة الهولندية ساني فيرهاجن    |